# 霍默丁根
霍默丁根是德国莱茵兰-普法尔茨州的一个市镇。总面积2.04平方公里，总人口54人，其中男性23人，女性31人（2011年12月31日），人口密度26人/平方公里。